# Paragnejs
Paragnejs – skała metamorficzna (odmiana gnejsu) o składzie granitu, powstała z przeobrażenia facji amfibolitowej (relatywnie średnie ciśnienie i temperatury) skał osadowych – piaskowców, zlepieńców, szarogłazów, arkoz, rzadziej mułowców, a także kwaśnych skał wulkanicznych – porfirów oraz ich tufów.
Posiada tzw. strukturę gnejsową.
Nazwa paragneiss wprowadzona w 1891 przez Karla Heinricha Ferdinanda Rosenbuscha.